# Cassano Magnago
Cassano Magnago là một đô thị và thị xã của Ý. Đô thị này thuộc tỉnh Varese trong vùng Lombardia. Cassano Magnago có diện tích 12,19 km2, dân số theo ước tính năm 31/12/2010 của Viện thống kê quốc gia Ý là 21.595 người. 
Các đơn vị dân cư: 
Đô thị Cassano Magnago giáp với các đô thị: Busto Arsizio, Cairate, Carnago, Cavaria con Premezzo, Fagnano Olona, Gallarate, Oggiona con Santo Stefano.